# Antonio Pantión
Antonio Pantión Pérez (Sevilla, 1 de febrero de 1898 - Sevilla, 28 de noviembre de 1974) fue un compositor sevillano, catedrático de piano del Real Conservatorio Superior de Música de Sevilla.

## Biografía
Antonio Pantión Pérez nació en Sevilla el 1 de febrero de 1898. Comenzó su formación musical junto a su padre, Diego Pantión, pasando más tarde a ser discípulo de Joaquín Turina. Años más tarde logró una plaza de catedrático de piano del Real Conservatorio Superior de Música de Sevilla.

## Obra
Pantión es conocido por la composición de algunas de las marchas procesionales más valoradas para la Semana Santa andaluza. Sus dos creaciones más destacadas fueron las dedicadas a los titulares de la Hermandad y Cofradía de Nazarenos de Nuestro Padre Jesús de las Penas y María Santísima de los Dolores de Sevilla para la cual compuso marchas como "Jesús de las Penas" o "Tus Dolores son mi Penas", siendo hoy día algunas de las composiciones más características de la Semana Santa Sevillana. Todavía se conserva en el archivo de la mencionada Hermandad y Cofradía un guion en el que le dedica una de sus marchas más importantes en el que se puede leer: 

«A la Hermandad de Ntro. Padre Jesús de las Penas y María Santísima de los Dolores. Parroquia de San Vicente Mártir de Sevilla. Jesús de las Penas. Marcha fúnebre por Antonio Pantión. Para el Archivo de la Hermandad. Madrid 25 de febrero de 1943. Sevilla 2 de Abril 1949. Antonio Pantión.»

En su producción se encuentran otras marchas: 
- Nuestra Señora de Montserrat (1955)
- Santísimo Cristo de las Siete Palabras (1955)
- Nuestra Señora de los Ángeles (1960)
- Expirando en tu Rosario (1968)
- Nuestra Señora de Guadalupe (1968)
- Esperanza Trinitaria (1971)
- Madre de Dios del Rosario (1971)
- María Santísima de las Penas (1973)
- Nuestra Señora de la Cabeza (1973)
- Rosario de la Aurora (1973)

Asimismo escribió otro tipo de piezas como las siguientes:
- Vera-Cruz (1948) para la cofradía sevillana del mismo nombre.
- A Jesús de las Penas (1948)
- Christus Vincis (1955)
- Vía Crucis (1963)